# Shades of Deep Purple
| Recensione              | Giudizio      |
| ----------------------- | ------------- |
| AllMusic                | [ 3 ]         |
| Sputnikmusic            | 2.5 (Average) |
| Piero Scaruffi          | [ 5 ]         |
| Dizionario del Pop-Rock | [ 6 ]         |
| 24.000 dischi           | [ 7 ]         |

Shades of Deep Purple è il primo album in studio del gruppo musicale inglese Deep Purple, pubblicato nel luglio del 1968 dalla Tetragrammaton negli USA e nel settembre 1968 dalla Parlophone nel Regno Unito.

## Storia
Il gruppo inizialmente chiamato Roundabout, venne fondato da Chris Curtis, già membro dei The Searchers, che reclutò Jon Lord e Ritchie Blackmore prima di abbandonare il progetto che continuò gestito da Lord e Blackmore; la formazione originaria del gruppo (nota come Mark I), venne completata con l'arrivo del cantante Rod Evans, del bassista Nick Simper e al batterista Ian Paice nel marzo 1968.
Le prove iniziarono con due brani strumentali scritti da Blackmore e Lord all'inizio dell'anno: And the Address e Mandrake Root; quest'ultimo era anche il nome di un gruppo che Blackmore aveva provato a formare in Germania prima di essere contattato dal manager dei Roundabout. Poi il gruppo si mise a lavorare sull'arrangiamento di Help! dei Beatles che Chris Curtis avrebbe voluto inserire in un eventuale album. Evans scrisse poi un testo Mandrake Root. Dopo aver provato e arrangiato i primi tre pezzi, il gruppo si concentrò su I'm So Glad", scritta da Skip James. Il pezzo successivo fu una versione di Hey Joe, canzone originariamente attribuita a Billy Roberts ed erroneamente accreditata al gruppo nell'edizione originale dell'album; l'ispirazione principale per il nuovo arrangiamento era la versione del 1966 di Jimi Hendrix, ma la lunghezza del brano venne dilatata con l'inclusione di parti strumentali di influenza classica. Il gruppo poi scelse un brano pop rock intitolato Hush e scritto da Joe South per Billy Joe Royal l'anno prima e che Blackmore aveva scoperto in Germania.
Dopo circa due mesi di prove, l'album venne registrato in tre giorni dall'11 al 13 maggio 1968 presso i Pye Studios di Londra e comprendeva quattro brani originali e quattro cover accuratamente riarrangiate in modo da includere intermezzi classici e sonorità psichedeliche. Stilisticamente l'album tende al rock psichedelico e a quello progressivo, due generi in auge alla fine del decennio. Fra le cover si nota la rivisitazione di Hey Joe, una versione lenta di Help! dei Beatles e soprattutto Hush che negli Stati Uniti come singolo raggiunse la quarta posizione in classifica.

## Accoglienza
Inizialmente l'album non ebbe un buon riscontro nel Regno Unito ma negli Stati Uniti raggiunse la posizione nº 24 nella classifica Billboard's Pop Album charts negli USA anche lanciato dal successo del singolo Hush che raggiunse la quarta posizione nella classifica The Hot 100). Le buone vendite dell'album e i frequenti passaggi nelle radio del singolo Hush contribuì in gran parte all'attenzione tributata al gruppo nei suoi primi concerti negli USA e durante il decennio successivo. Recensioni successive sono generalmente positive e reputano l'album un importante lavoro all'interno della discografia dei Deep Purple.

## Tracce
Elenco delle tracce della versione originale del long playing a 33 giri;Hey Joe venne accreditata agli stessi Deep Purple ma nelle successive pubblicazioni su LP l'errore venne corretto indicando Billy Roberts, vero autore del brano.
Lato A
1. And the Address – 4:38 (Ritchie Blackmore, Jon Lord)
2. Hush – 4:25 (Joe South)
3. One More Rainy Day – 3:40 (Jon Lord, Rod Evans)
4. Prelude: – 7:19 (a) Deep Purple b) Skip James)

Lato B
1. Mandrake Root – 6:10 (Ritchie Blackmore, Rod Evans, Jon Lord)
2. Help! – 6:01 (John Lennon, Paul McCartney)
3. Love Help Me – 3:49 (Ritchie Blackmore, Rod Evans)
4. Hey Joe – 7:34 (Billy Roberts)

Edizione CD del 2000, pubblicato dalla Eagle Records (ER202242)
1. And the Address – 4:38 (Jon Lord, Ritchie Blackmore)
2. Hush – 4:25 (Joe South)
3. One More Rainy Day – 3:40 (Jon Lord, Rod Evans)
4. Prelude: – 7:19 (a) Deep Purple b) Skip James)
5. Mandrake Root – 6:10 (Ritchie Blackmore, Rod Evans)
6. Help – 6:01 (John Lennon, Paul McCartney)
7. Love Help Me – 3:49 (Ritchie Blackmore, Rod Evans)
8. Hey Joe – 7:34 (Billy Roberts)
9. Shadows – 3:39 (Jon Lord, Nick Simper, Ritchie Blackmore, Rod Evans) – Bonus Track - Album Out Take
10. Love Help Me – 3:30 (Ritchie Blackmore, Rod Evans) – Bonus Track - Instrumental Vsn.
11. Help – 5:24 (John Lennon, Paul McCartney) – Bonus Track - Alternate Take
12. Hey Joe – 4:06 (Billy Roberts) – Bonus Track - BBC Top Gear Session
13. Hush – 3:53 (Joe South) – Bonus Track - Live US TV 1968

## Formazione
- Rod Evans - voce
- Jon Lord - organo, voce
- Ritchie Blackmore - chitarra solista
- Nick Simper - basso, voce
- Ian Paice - batteria

Note aggiuntive
- Derek Lawrence - produttore
- Barry Ainsworth - ingegnere delle registrazioni e sound designer
- Les Weisbrich - grafica e design copertina album originale

## Classifica
Album
| Anno | Classifica    | Posizione raggiunta |
| ---- | ------------- | ------------------- |
| 1968 | Billboard 200 | 24                  |

Singoli
| Anno | Titolo del brano | Classifica        | Posizione raggiunta |
| ---- | ---------------- | ----------------- | ------------------- |
| 1968 | Hush             | Billboard Hot 100 | 4                   |